# Миров (замок)
За́мок Ми́ров (чеш. Hrad Mírov) находится в деревне Миров района Шумперк Оломоуцкого края в Чехии. Расположен на скалистой возвышенности, покрытой лесом, в 5 км на северо-запад от г. Могельнице.
Ныне используется как тюрьма.

## История

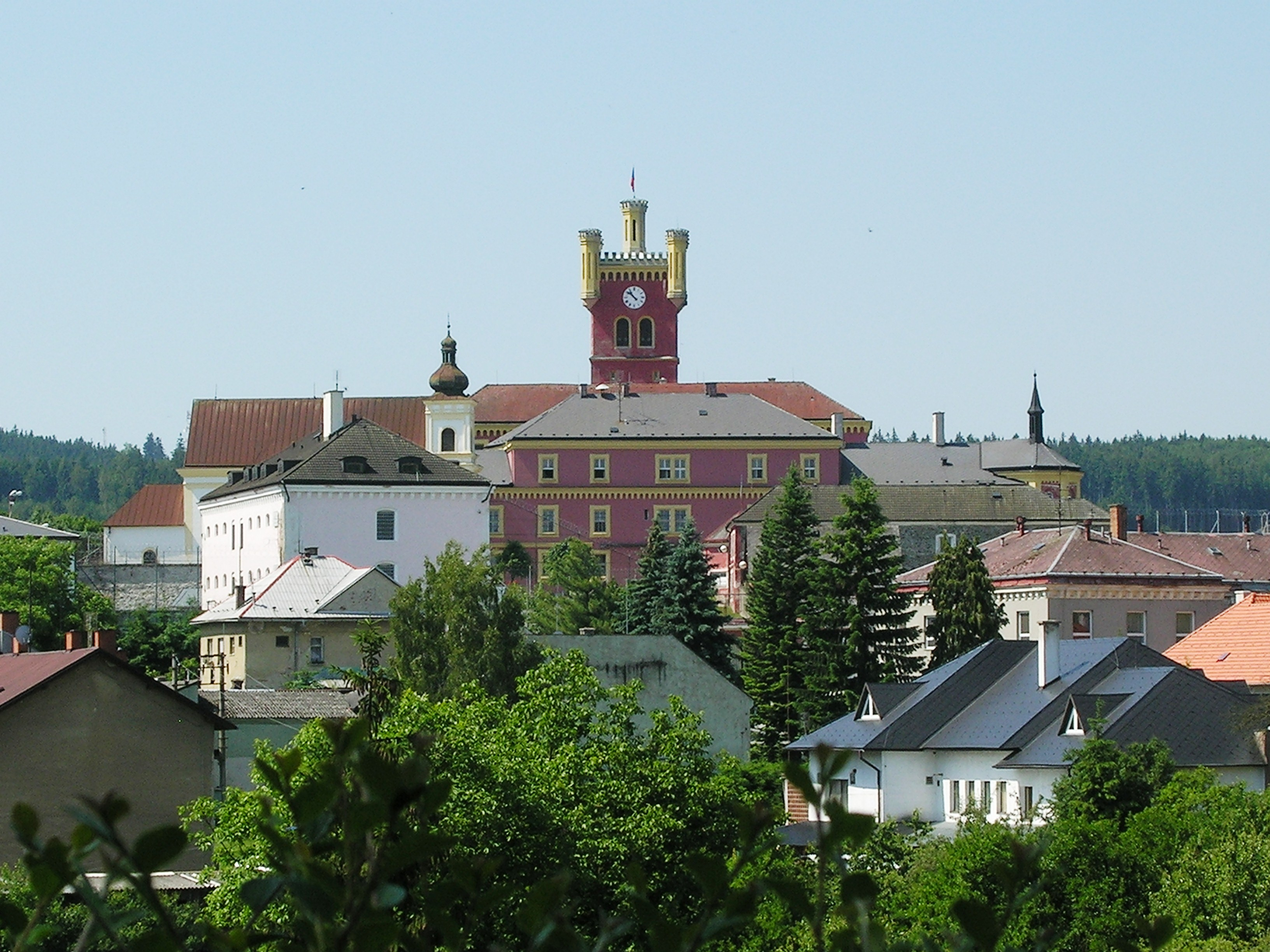
Замок Миров и костëл Марии Магдалены

Миров замок является одним из старейших в Моравии. В 1256 году епископ оломоуцкий заложил здесь замок, вокруг которого со временем возникло поселение, ставшее городком. Построен замок в 1258—1266 годах и первоначально использовался, как епископский охотничий замок, а также как убежище от эпидемий чумы и войн.
Замок пришëл в упадок во время гуситских воен, позже в ходе Тридцатилетней войны замок и городок былb сожжëн шведами.
Затем из-за угрозы нападения Османской империи, в 1679—1694 замок был восстановлен и превращëн в могучую крепость в стиле барокко. С 1750 года служил сперва церковной, а затем государственной тюрьмой. Эта функция осталась за ним и до сегодняшнего дня. Здесь отбывают наказание заключенные со всей Чехии.
Средневековый замок Миров с арсеналом XIII века с подъемным мостом и предградьем служит ныне доминантой дер. Миров.